# Freddy und das Lied der Südsee (EP, 1963)
Freddy und das Lied der Südsee ist das 30. Extended-Play-Album des österreichischen Schlagersängers Freddy Quinn, das 1963 im Musiklabel Polydor (Nummer 76 568) in Deutschland hergestellt und veröffentlicht wurde. Die Herstellung erfolgte durch die Deutsche Grammophon GmbH, das Mastering und die Schallplattenpressung durch Deutsche Grammophon Gesellschaft Pressing Plant sowie der Vertrieb durch den Bertelsmann Schallplattenring. Das Album war eine Sonderauflage für die Mitglieder des Bertelsmann-Schallplattenringes.

## Schallplattenhülle
Auf der Schallplattenhülle ist Freddy Quinn zu sehen, als er sich an ein Palmengewächs lehnt. Er trägt eine lange Hose mit Gürtel sowie ein Hemd, das er bis auf einen Knopf über dem Gürtel offen trägt. Das Bild ist schwarz-weiß und auf der linken Seite der Hülle sind die auf der Platte vorhandenen Titel mit schwarzer Schrift auf rotem Hintergrund zu lesen.

## Musik
Die Lieder sind Originalaufnahmen aus dem Film Freddy und das Lied der Südsee mit Freddy Quinn in der Hauptrolle. Alle vier Lieder wurden im Jahr zuvor auf dem gleichnamigen Extended-Play-Album veröffentlicht. Im Gegensatz zu dem Album im Jahr zuvor sind die Lieder E Manu Pukarua und Ein Schiff voll Whisky nicht vorhanden, dieses Album beinhaltet somit vier Titel anstelle der sechs im Jahr zuvor.
Keine Bange, Lieselotte ist ein Marsch-Fox, Und das weite Meer ein langsamer Walzer, In Hongkong, da hat er ’ne Kleine ein Seemannswalzer sowie Alo-Ahé Slow nach einer hawaiianischen Volksweise. Alo-Ahé wurde ursprünglich 1878 von Liliʻuokalani, der letzten Königin des Königreichs Hawaiʻi, unter dem Titel Aloha ʻOe komponiert.
Alle vier Lieder wurden auch als Single veröffentlicht.

## Titelliste
Das Album beinhaltet folgende vier Titel:
- Seite 1

1. Keine Bange, Lieselotte
2. In Hongkong, da hat er ’ne Kleine

- Seite 2

1. Alo-Ahé
2. Und das weite Meer